# Kairos Main Memory RDBMS
Kairosとは、
データ構造は、既存のRDBと同じ。メモリへのアクセスを最適化したインデックス方式を採用した
メモリデータベースの事である。

## 特徴
- 速度はRDBMSに比べて20倍程度。

## アプリケーション・インターフェース
- SQL-92に準拠
- ODBC、OLEDB、SQL/CLI、JDBC、PHP、XA等

## 特性
- トランザクションログやチェックポイントファイルはディスクに保存される。
- 障害の後、システムリスタート時に、トランザクションログやチェックポイントファイルを利用しリカバリーを行う。